# (233707) Alfons
(233707) Alfons ist ein Asteroid des inneren Hauptgürtels, der am 26. September 2008 vom deutschen Hobbyastronomen Rolf Apitzsch am 335-mm-Newtonteleskop seines privaten Observatoriums Wildberg in Wildberg im Nordschwarzwald (IAU-Code 198) entdeckt wurde. Der Asteroid hatte bei seiner Entdeckung eine scheinbare Helligkeit von 19,2 mag.
(233707) Alfons wurde am 4. April 2015 nach dem französischen Kabarettisten Emmanuel Peterfalvi benannt, der in Deutschland durch seine Figur des Reporters Alfons bekannt wurde.